# Mário Quina
Mário Quina, né le 1er janvier 1930 à Estoril et mort le 8 septembre 2017 dans la même ville, est un skipper portugais.

## Carrière
Mário Quina obtient une médaille d'argent olympique de voile en classe Star aux Jeux olympiques d'été de 1960 de Rome.